# Вовочка
Во́вочка (иногда — по фамилии Си́доров) — один из примерно полусотни типичных персонажей современного городского анекдота. Школьник средних классов. Отличается низкой успеваемостью, склонностью к мелкому хулиганству, отсутствием стеснительности, использованием ненормативной лексики.

## Описание
К жизни он относится по-наивному и в то же время цинично. Его антагонистами в анекдотах выступают родители и учителя (а иногда также отличники), боящиеся таких слов, как «член», и утверждающие, что детей приносит аист. Как считает Дмитрий Вернер, число анекдотов про Вовочку не сокращается, как и не меняется его психологический портрет. Меняются лишь ситуации, в которые он попадает. Также, по его мнению, Вовочка принес дополнительную популярность Путину, сочетающему в себе как Штирлица (человек из разведки), так и Вовочку.
Как утверждается в интервью доцента кафедры детской литературы Санкт-Петербургского государственного университета культуры и искусств Александра Белоусова газете «Известия», в 1950-е годы в нынешних анекдотах о Вовочке фигурировал просто безымянный маленький мальчик. Позднее у героя анекдотов стали появляться конкретные имена — в Санкт-Петербурге он превращался в «Петьку-матерщинника», в других городах — в «Ваську». Но в итоге за ним закрепилось имя «Вовочка». С одной стороны, имя «Владимир» в 1920—1950-х годах было наиболее популярным мужским именем, с другой стороны, это было именем Ленина, основателя СССР. Такой контраст между известным носителем имени и поведением анекдотичного персонажа был неожиданным для слушателя и таким образом придавал анекдоту дополнительную пикантность. В наше время Вовочка давно уже является вечным образом ребёнка-хулигана. Согласно социологическому опросу, проведённому в 2007 году, Вовочка — второй по популярности герой анекдотов. Его предпочли 15,9 % опрошенных, в то время как первое место с незначительным отрывом занял Василий Иванович, набравший 16,3 % голосов. Однако, если Василий Иванович был безусловным лидером среди участников опроса от 60 лет и старше, то среди участников в возрасте от 19 до 29 лет лидировал именно Вовочка — в данной возрастной категории его предпочли 28,7 % опрошенных.